# MTV中文台
MTV中文台（英語：MTV Mandarin）是派拉蒙欧亚非电视网所有的一条播出华语音乐及国际音乐相关节目的24小时频道。该频道MTV亚洲区的三条频道之一，并拥有两套节目信号源。该频道主要覆盖中国大陆、台湾、香港、新加坡、马来西亚、印度尼西亚及其他中文用户社区。
2012年，MTV中文频道与中国网络电视台（CNTV）联合宣布，MTV中文频道视频官网依托中国网络电视台的开放平台正式开通。
2011年11月，台灣MTV經營權由三立電視買下，年底原團隊搬入三立電視總部。

## 旗下频道
- MTV台湾频道（总部位于台北市，由三立電視營運）
- MTV中文频道（总部位于北京市光华路1号嘉里中心及北京市朝阳区大望路尚8国际传媒产业园和香港特别行政区，自2021年2月1日起因频道商维亚康姆CBS未将频道更改送审而停播[4]）

## 姊妹频道
- MTV东南亚频道（英语：MTV (Southeast Asian TV channel)）
- MTV印度频道（英语：MTV (Indian TV channel)）